# Acraea pheusaca
Acraea pheusaca är en fjärilsart som beskrevs av Suffert 1904. Acraea pheusaca ingår i släktet Acraea och familjen praktfjärilar. Inga underarter finns listade i Catalogue of Life.